# Serava
La Serava (en macédonien : Серава) est une rivière de la Macédoine du Nord, dans la région de Skopje, et un affluent du fleuve le Vardar.

## Géographie
Son cours est de 21 km de longueur[réf. nécessaire].
Elle naît près de Radichani, un village situé au nord du pays, en périphérie de Skopje, et son cours supérieur est appelé Radichka Reka ou Radichanka. La rivière est le résultat de la rencontre de plusieurs ruisseaux, comme la Lyoubanska, la Pobouchka ou la Tourtchevska, dont la source se trouve dans la Skopska Crna Gora.
Après avoir traversé Radichani, la rivière coule vers le sud en traversant divers quartiers nord de Skopje, comme Chouto Orizari et Boutel, avant de dévier vers l'ouest. Elle rejoint finalement le Vardar en empruntant le cours d'un ancien ruisseau, le Momin Potok.

### Bassin versant
Son bassin versant est de 67 km2[réf. nécessaire].

## Aménagements et écologie
Autrefois, avant d'être déviée, la Serava traversait des vieux quartiers du centre de Skopje, comme Tchaïr, Gazi Baba et le vieux bazar, et se jetait dans le Vardar près de l'actuel siège de l'Académie macédonienne des sciences et des arts. Après le tremblement de terre de 1963, la rivière fut couverte dans son parcours urbain puis son cours dévié vers le Momin Potok.